# Aidan Mikdad
Aidan Mikdad (Amsterdam, 19 november 2001) is een Nederlands pianist. Hij richt zich vooral op klassieke muziek.

## Biografie

### Jeugd en opleiding
Aidan Mikdad werd geboren als zoon van een Nederlandse moeder en Syrische vader. Hij kreeg op 6-jarige leeftijd zijn eerste pianolessen aan de muziekschool van Amsterdam. In juli 2023 studeerde hij af bij professor Joanna MacGregor aan de Royal Academy of Music met de hoogste onderscheiding "summa cum laude", waar hij de prestigieuze Bicentenary Scholarship ontving. Daarnaast ontving hij ‘The Queen’s commendation for excellence' van the Royal Academy of Music. In juni 2021 studeerde hij af bij Naum Grubert aan het Conservatorium van Amsterdam met de hoogste onderscheiding "summa cum laude". Hiervoor was hij student van de Russische pianiste Mila Baslawskaja aan het Conservatorium van Amsterdam. Daarnaast volgt hij regelmatig pianolessen bij internationale pianisten als Jean-Yves Thibaudet, en anderen.

### Carrière
Mikdad speelt vooral muziek van klassieke componisten als o.a. Bach, Beethoven, Brahms, Chopin, Debussy, Haydn, Liszt, Mozart, Ravel, Rachmaninov, Skrjabin, Stravinsky en Prokofjev. Aidan ontving ook een aantal awards voor zijn muziekuitvoeringen. Zo won hij in 2014 de "International Piano Competition" van Lagny-sur-Marne, in 2015 het Klavier Festival Ruhr Scholarship uit handen van Hélène Grimaud, in 2016 International Piano Competition "A. Scriabin" en in 2017 de "Royal Concertgebouw Young Talent Award". Hij geeft ook concerten, zowel in Nederland als in het buitenland.